# Richard Wengenmeier

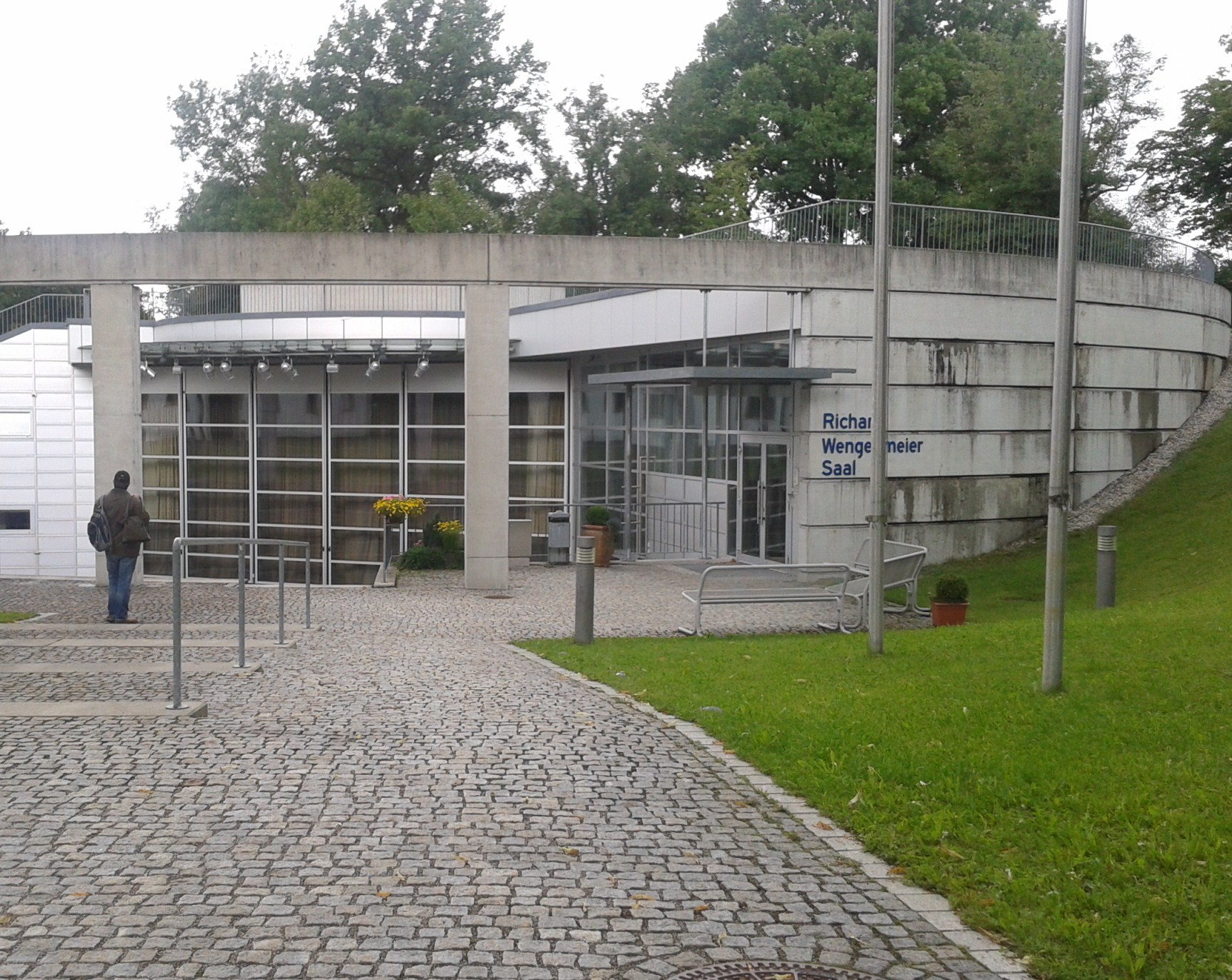
Richard-Wengenmeier-Saal der Bayerischen Musikakademie Marktoberdorf

Richard Wengenmeier (* 9. Februar 1928 in Marktoberdorf; † 25. September 2002 ebenda) war ein bayerischer Landespolitiker (CSU). Vom 25. November 1962 bis zum 13. Oktober 1994 gehörte er als Abgeordneter dem Bayerischen Landtag an, also von der 5. bis zur 12. Legislaturperiode.

## Leben
Wengenmeier bestand 1952 die Meisterprüfung zum Kürschner. Im Jahr 1960 wurde er in seiner Heimatgemeinde Marktoberdorf in den Stadtrat und in den Kreistag des damaligen Landkreises Marktoberdorf (heute Landkreis Ostallgäu) gewählt. Bei der Landtagswahl im Herbst 1962 gewann er das Direktmandat im Stimmkreis Marktoberdorf, das er bei den darauffolgenden sieben Wahlen stets verteidigte. Im Landtag war Wengenmeier ab 1977, insgesamt 17 Jahre lang, Vorsitzender des Haushaltsausschusses.

## Ehrungen
Wengenmeier war Träger des Großen Bundesverdienstkreuzes. Papst Johannes Paul II. ernannte ihn am 21. Mai 1989 zum Komtur des Päpstlichen Ritterordens des heiligen Gregors des Großen. In Marktoberdorf sind ein zentraler Platz am Rathaus sowie ein Saal der Bayerischen Musikakademie nach ihm benannt.